# Elsa Margarita Moreno
Elsa Moreno (nacida el 27 de enero de 1929 en Roque Sáenz Peña, Provincia del Chaco, Argentina - 28 de julio de 2021) fue una farmacéutica y médica, especializada en Clínica Médica, Pediatría y Salud Pública, experta mundial en el área de la salud materno-infantil. Fue reconocida Como Heroína de las Américas por su desempeño como consultora de la Organización Panamericana de la Salud/Organización Mundial de la Salud (OPS/OMS). 

## Reseña biográfica

### Formación
Elsa Moreno nació en Chaco, pero se trasladó a Tucumán cuando tenía 5 años junto a su familia, conformada por sus padres Job y Mercedes, y sus cuatro hermanas: Alicia, Rosario, Dora y María Dolores.
Se graduó como Farmacéutica en 1954 en la Universidad Nacional de Tucumán, Argentina, pues no contaba con la autorización de su padre para estudiar medicina. Cuando estaba en tercer año de farmacia comenzó a estudiar medicina y se graduó en 1958 como médica en la misma casa de estudios con el mejor promedio de su promoción. El Dr. Luis Vallejo Vallejo, decano de la Facultad, le concedió una beca de perfeccionamiento en el área de la Clínica General. Realizó varios estudios de posgrado: una especialización en Clínica Médica (1958-1959) en la Universidad de Madrid, España, un curso de Pediatría Social (1966) en la  Universidad de Chile, la Diplomatura en Salud Pública (1968, Universidad de Buenos Aires), un curso de Salud Materno Infantil (1971), la Diplomatura en Educación Médica en 2003 en la Universidad Nacional de Tucumán. 
Su verdadera pasión fue la atención primaria en las familias. Recibió también la Certificación de Médica Sanitarista en 1994 por parte del Consejo de Certificación de la Academia Nacional de Medicina, Argentina, obteniendo la recertificación en 2000 y 2005.
Fue autora de 240 trabajos científicos y 12 libros en las áreas de Clínica, Salud Maternoinfantil, Salud Pública e Investigación de Servicios de Salud.
Moreno tuvo una amplia actividad profesional en Argentina. Se desempeñó como Subsecretaria de Salud de la Provincia de Tucumán (1966 a 1968) y de la Provincia de Neuquén (1971 a1973). En Neuquén elaboró y puso en marcha un Plan de Salud que resultó en el descenso de la mortalidad infantil, siendo fue ampliamente reconocido en el ámbito nacional e internacional.   Luego de 16 años como asesora internacional, en 1989 regresó a Argentina, y se reincorporó como Directora de la Maestría de Salud Pública Universidad de Tucumán.  En 1991 fue Secretaria de Salud de la Nación.
Fue asesora temporal de UNICEF, de la Fundación Kellogg y GTZ en el área de la salud materno infantil y adolescencia.

### Desempeño en OPS/OMS
Moreno fue consultora de la OPS/OMS desde el año 1976 al 1989, desempeñándose en Brasil, México y Washington D. C.. Dirigió el Programa de Salud Maternoinfantil de la OPS, y tuvo un rol importante en el programa de erradicación de poliomielitis en América, siendo una de los especialistas internacionales en firmar la declaración de suspensión de la transmisión del virus de la polio.  En la OPS Moreno desempeñó diferentes cargos:
- Consultora en Salud Materno Infantil a corto plazo: Washington D. C., Honduras, Costa Rica, Guatemala, Centroamérica y Panamá.- Año 1977
- Consultora en Salud Materno Infantil en Brasil.- Años 1978/1981
- Representante del Área II de OPS con sede en México atendente los países Cuba, Haití, México y República Dominicana.- 1981 a 1983 
- Directora del Programa de Salud Materno Infantil de las Américas desde la sede de Washington D. C.- 1983 a 1989
En 2002 fue distinguida como Heroína de la Salud Pública de las Américas por parte de la OPS/OMS, en reconocimiento a su trayectoria y su participación en la salud pública de las Américas.

### Carrera docente
Elsa Moreno realizó además una importante carrera docente, en la que se destacan sus cargos como docente en las Universidades argentinas de Tucumán (UNT), Comahue (UNC), y Buenos Aires (UBA). En esta última obtuvo el cargo de Profesora Adjunta de la Escuela de Salud Pública, coordinando el Curso de Diplomado de Salud Pública entre 1974 y 1976.
Fue Directora de la Especialidad de Epidemiología de Campo en la Universidad Nacional de Tucumán, con convenio con el Ministerio de Salud de la Nación, desde el año 1990 hasta el año 2007.
Dirigió además el Proyecto de Investigación "Cobertura y calidad de servicios de salud maternoinfantil", Consejo de Investigaciones de la UNT (CIUNT), desde el año 2000 al 2005. Integró el Comité de Bioética de la Facultad de Medicina de la UNT, entre 2000 y 2005.
Respecto de los desafíos futuros para la salud pública, Moreno declaró públicamente que:
“Los factores del ambiente físico y sociocultural  interactúan para determinar los niveles de salud y enfermedad de individuos, familias y comunidades. Por ello es preciso anticiparse a la enfermedad y actuar sobre esos factores  que condicionan las enfermedades, actuando antes que éstas se produzcan. La política de mercado, los mecanismos de ajuste de la economía y la desocupación de algunas anteriores décadas han provocado una creciente inequidad en el acceso a los servicios de salud. Las clases sociales de mayor poder adquisitivo pueden acceder a todos los beneficios de la medicina de la mejor calidad, que no es menor que la de los países desarrollados. Los grupos menos favorecidos en cambio sólo tienen acceso a los servicios públicos, muchas veces carentes de recursos humanos e insumos básicos. Para disminuir las inequidades en materia de salud, es preciso generar una reforma que sustente propuestas de cambio que aseguren los atributos de equidad, solidaridad, universalidad y participación”.

## Distinciones
Miembro Correspondiente Nacional  Academia de Ciencias de la Provincia de Córdoba, Argentina (1992)
Miembro Correspondiente Nacional  Academia Nacional de Medicina, Argentina. (2002)
Medalla de Mérito por su capacidad de Gerencia y Coordinación en la Dirección del Programa de Salud Materno Infantil, de la OPS/OMS en Washigton. 1992.
Miembro Honorario Nacional de la Sociedad Argentina de Pediatría.
Reconocimientos del Gobierno de Ecuador, de la Sociedad Argentina de Pediatría, de la Asociación de Mujeres Universitarias de la Provincia de Tucumán, de la Fundación Argentina de la Salud, de la Municipalidad de la Ciudad de Tucumán, del Rotary Club Tucumán, del Consejo Deliberante de San Isidro de Lules Tucumán; de la Peña El Cardón, de la Organización de Mujeres Tucumanas y de la Cámara de Diputados de la Provincia de Mendoza.
Premio Konex de Ciencia y Tecnología 2003.
Heroína de la Salud Pública de las Américas OPS/OMS 2002
Profesora Emérita Universidad de Tucumán (2009)
Placa homenaje en la Facultad de Medicina de la Universidad Nacional de Tucumán 2021.
Premio Konex "Los inolvidables en Ciencia y Tecnología"  2023.